# Можаровка (река)
Можаровка — река в России, протекает по территории Городищенского района Пензенской области. Устье реки находится по левому берегу реки Шнаево (приток Суры). Длина реки составляет 12 км.
На реке расположено село Никольско-Райское и урочище бывшего одноимённого населённого пункта Можаровка, рядом с которым сейчас расположены садовые участки. Устье реки расположено напротив посёлка Красное.

## Данные водного реестра
По данным государственного водного реестра России относится к Верхневолжскому бассейновому округу, водохозяйственный участок реки — Сура от истока до Сурского гидроузла, речной подбассейн реки — Сура. Речной бассейн реки — (Верхняя) Волга до Куйбышевского водохранилища (без бассейна Оки).
Код объекта в государственном водном реестре — 08010500112110000035543.